# Liste der Bodendenkmäler in Erlenbach am Main
Auf dieser Seite sind die Bodendenkmäler in der unterfränkischen Stadt Erlenbach am Main zusammengestellt. Diese Tabelle ist eine Teilliste der Liste der Bodendenkmäler in Bayern. Grundlage ist die Bayerische Denkmalliste, die auf Basis des Bayerischen Denkmalschutzgesetzes vom 1. Oktober 1973 erstmals erstellt wurde und seither durch das Bayerische Landesamt für Denkmalpflege geführt wird. Die folgenden Angaben ersetzen nicht die rechtsverbindliche Auskunft der Denkmalschutzbehörde.

## Bodendenkmäler in Erlenbach am Main
| Lage       | Objekt                                                                                     | Akten-Nr.     | Bild |
| ---------- | ------------------------------------------------------------------------------------------ | ------------- | ---- |
| (Standort) | Gräber der jüngeren Urnenfelderzeit, der späten Hallstattzeit und der jüngeren Latènezeit. | D-6-6120-0036 |      |
| (Standort) | Bestattungen der mittleren Bronzezeit.                                                     | D-6-6120-0037 |      |
| (Standort) | Siedlung vor- und frühgeschichtlicher Zeitstellung.                                        | D-6-6120-0098 |      |
| (Standort) | Archäologische Befunde                                                                     | D-6-6120-0126 |      |
| (Standort) | Brandgräber der Urnenfelderzeit.                                                           | D-6-6121-0025 |      |
| (Standort) | Verebnete vorgeschichtliche Grabhügel, daraus Funde der Hallstattzeit.                     | D-6-6121-0026 |      |
| (Standort) | Verebnete vorgeschichtliche Grabhügel, daraus Funde der späten Hallstattzeit.              | D-6-6121-0027 |      |
| (Standort) | Vorgeschichtliche Grabhügel.                                                               | D-6-6121-0028 |      |
| (Standort) | Vorgeschichtliche Grabhügel, daraus Funde der Hallstattzeit.                               | D-6-6121-0029 |      |
| (Standort) | Vorgeschichtliche Grabhügel, daraus Funde der Hallstattzeit.                               | D-6-6121-0031 |      |
| (Standort) | Bestattungsplatz vorgeschichtlicher Zeitstellung mit Grabhügeln.                           | D-6-6121-0083 |      |
| (Standort) | Vorgeschichtliche Grabhügel.                                                               | D-6-6221-0016 |      |
| (Standort) | Archäologische Befunde im Bereich der frühneuzeitlichen Kath. Pfarrkirche St. Joseph       | D-6-6221-0132 |      |